# Clanculus peccatus
Clanculus peccatus is een slakkensoort uit de familie van de Trochidae. De wetenschappelijke naam van de soort is voor het eerst geldig gepubliceerd in 1926 door Finlay.